# Литовская улица (Санкт-Петербург)
Лито́вская у́лица — улица в Выборгском и Калининском районах Санкт-Петербурга. Проходит от Большого Сампсониевского проспекта до Менделеевской улицы.

## История названия
Улица получила название от казарм лейб-гвардии Литовского полка, дислоцировавшегося на заставе Выборгского тракта (современные адреса зданий казарм — Большой Сампсониевский проспект, дома 61-63 с литерами). С 1817 года полк стал называться Московским, впоследствии вошёл в историю благодаря участию в восстании декабристов.
В Петербурге дислоцировался также армейский Литовский полк (в Литовском замке у Крюкова канала, впоследствии в этом здании находилась тюрьма).
От Литовской улицы произошло название расположенной вблизи Новолитовской улицы, проходящей от Лесного проспекта и Литовской улицы до Полюстровского проспекта.

## Здания

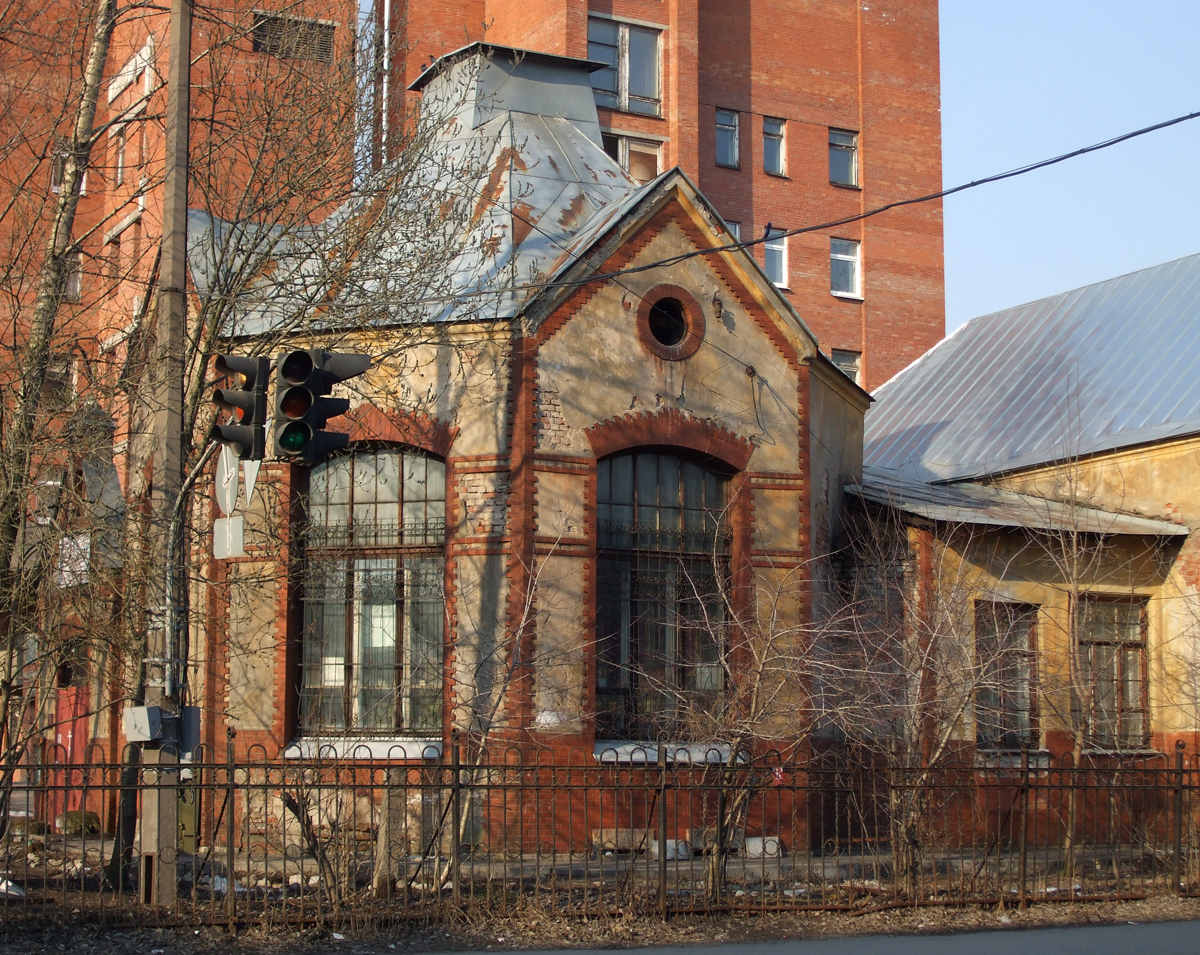
Церковь во имя свв. Николая и Александры

Участок от Литовской улицы до улицы Александра Матросова (дом 3) по правой стороне Большого Сампсониевского проспекта (дом 65) занимает Санкт-Петербургский государственный педиатрический медицинский университет. Изначально здания на этом участке были построены для городской детской больницы, основанной «В память Священного Коронования Их Императорских Величеств», в 1901—1905 годах по проекту архитектора М. И. Китнера. В 1916 году к ним добавились здания, построенные по проекту архитектора С. С. Кричинского. Комплекс из 12 исторических зданий больницы является памятником архитектуры и находится под охраной государства. 
 Объект культурного наследия № 7802317000 
В 2003 году при Педиатрическом медицинском университете был создан приход. Историческое здание церкви при больнице не сохранилось (церковь была закрыта в 1922 году и позднее полностью разрушена), поэтому нынешний храм расположен в здании зала ожидания (вестибюля) при главном входе в больницу. Церковь, как и предыдущая, освящена во имя святых Николая и Александры, но уже иных — царственных страстотерпцев. Первое богослужение в ней было совершено 14 октября 2004 года.

## Общественный транспорт
Ближайшие станции метро — «Выборгская» и «Лесная». Перекресток с Лесным проспектом расположен примерно посередине между ними.
На участке между Лесным и Полюстровским проспектом курсирует автобус № 230. Остановку «Литовская улица» также имеют автобусы № 33 и № 295 на Полюстровском проспекте, автобус № 86 на Большом Сампсониевском проспекте, автобусы № 250, № 267 и трамваи № 20 и № 61 на Лесном проспекте.
Между Чугунной улицей и улицей Грибалёвой существует однопутная трамвайная линия к бывшему Петербургскому трамвайно-механическому заводу. Она продолжает использоваться Службой пути Горэлектротранса.

## Пересечения
- Большой Сампсониевский проспект
- Лесной проспект
- Чугунная улица
- Улица Грибалёвой
- Менделеевская улица
- Полюстровский проспект